# 布蒂尼-普鲁艾
布蒂尼-普鲁艾（法語：Boutigny-Prouais，法語發音：[butiɲi pʁuɛ]）是法国厄尔-卢瓦省的一个市镇，属于德勒区。该市镇于1972年由原市镇奥普通河畔布蒂尼（Boutigny-sur-Opton）和普鲁艾（Prouais）合并而成。

## 地理
布蒂尼-普鲁艾（48°44'41"N, 1°35'10"E）面积32.5 平方千米，位于法国中央-卢瓦尔河谷大区厄尔-卢瓦省，该省份为法国北部内陆省份，北起顺时针与厄尔省、伊夫林省、埃松省、卢瓦雷省、卢瓦-谢尔省、萨尔特省和奧恩省接壤。
与布蒂尼-普鲁艾接壤的市镇（或旧市镇、城区）包括：布尔多内、韦格尔河畔孔代、达讷马里、格朗尚、莫莱特、布鲁埃、古桑维尔。
布蒂尼-普鲁艾的时区为UTC+01:00、UTC+02:00（夏令时）。

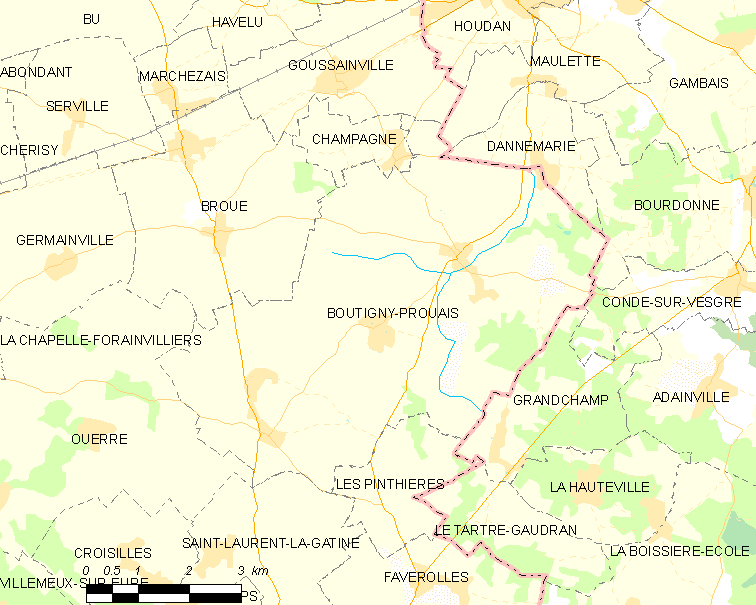
布蒂尼-普鲁艾的OSM定位图

## 行政
布蒂尼-普鲁艾的邮政编码为28410，INSEE市镇编码为28056。

## 政治
布蒂尼-普鲁艾所属的省级选区为阿内特县。

## 人口

1962-2008年间布蒂尼-普鲁艾人口变化图示

布蒂尼-普鲁艾于2022年1月1日时的人口数量为1708人。